# Serie A1 2007-2008 (pallacanestro femminile)
Il campionato di Serie A1 di pallacanestro femminile 2007-2008 è stato il settantasettesimo organizzato in Italia.
Il titolo è stato vinto dal Famila Schio che ha battuto nella finale scudetto le campionesse uscenti del Phard Napoli.

## Regolamento
Le squadre si sono incontrate in un girone all'italiana, con partite di andata e ritorno.
Le squadre classificate dal primo all'ottavo posto hanno avuto accesso ai play-off per l'assegnazione dello scudetto, quelle tra il decimo ed il tredicesimo ai play-out per evitare la retrocessione in A2, la quattordicesima ed ultima classificata è retrocessa direttamente nella serie cadetta.

## Squadre partecipanti
Rispetto alla stagione precedente, il numero delle società è diminuito, passando da 16 a 14. 
- Pool Comense
- Germano Zama Faenza (finalista)
- Carispe La Spezia
- New Wash Montigarda
- Phard Napoli (detentore)
- Lavezzini Parma
- Fiera di Roma Pomezia
- Italmoka Pozzuoli
- Acer Priolo
- Banco di Sicilia Ribera
- Famila Wüber Schio
- Levoni Taranto
- Umana Venezia
- Gescom Viterbo

## Stagione regolare

### Classifica
|  |     | Classifica finale 2007-2008 | Pt | G  | V  | P  | CF   | CS   |
|  | --- | --------------------------- | -- | -- | -- | -- | ---- | ---- |
|  | 1.  | Levoni Taranto              | 46 | 26 | 23 | 3  | 1804 | 1457 |
|  | 2.  | Famila Schio                | 42 | 26 | 21 | 5  | 1965 | 1556 |
|  | 3.  | Umana Venezia               | 40 | 26 | 20 | 6  | 1847 | 1548 |
|  | 4.  | Phard Napoli                | 36 | 26 | 18 | 8  | 1778 | 1666 |
|  | 5.  | Lavezzini Parma             | 28 | 26 | 14 | 12 | 1641 | 1645 |
|  | 6.  | Acer Priolo                 | 26 | 26 | 13 | 13 | 1621 | 1616 |
|  | 7.  | Germano Zama Faenza         | 24 | 26 | 12 | 14 | 1668 | 1677 |
|  | 8.  | Carispe La Spezia           | 24 | 26 | 12 | 14 | 1684 | 1712 |
|  | 9.  | Pool Comense                | 22 | 26 | 11 | 15 | 1679 | 1803 |
|  | 10. | Gescom Viterbo              | 20 | 26 | 10 | 16 | 1650 | 1709 |
|  | 11. | Italmoka Pozzuoli           | 20 | 26 | 10 | 16 | 1761 | 1918 |
|  | 12. | Fiera di Roma Pomezia       | 16 | 26 | 8  | 18 | 1492 | 1748 |
|  | 13. | Banco di Sicilia Ribera     | 12 | 26 | 6  | 20 | 1698 | 1920 |
|  | 14. | New Wash Montigarda         | 8  | 26 | 4  | 22 | 1516 | 1829 |

### Risultati
| Prima giornata |                     |          |
| 20-10-07       |                     | 13-01-08 |
| 56-67          | Montichiari-Taranto | 61-79    |
| 62-72          | Pozzuoli-Parma      | 61-68    |
| 92-73          | Venezia-Viterbo     | 59-69    |
| 72-64          | Como-Pomezia        | 78-72    |
| 55-62          | Priolo-Faenza       | 60-55    |
| 78-62          | La Spezia-Napoli    | 69-78    |
| 87-52          | Schio-Ribera        | 98-76    |

| Quarta giornata |                   |          |
| 04-11-07        |                   | 03-02-08 |
| 68-64           | Faenza-Pozzuoli   | 78-73    |
| 68-54           | Parma-Montichiari | 58-50    |
| 86-61           | Schio-Como        | 80-65    |
| 67-69           | Pomezia-Priolo    | 50-58    |
| 61-72           | Napoli-Taranto    | 46-79    |
| 56-74           | Ribera-Venezia    | 53-70    |
| 65-71           | Viterbo-La Spezia | 69-58    |

| Settima giornata |                       |          |
| 25-11-07         |                       | 17-02-08 |
| 72-48            | Faenza-Pomezia        | 55-67    |
| 76-64            | Parma-Ribera          | 68-85    |
| 65-83            | Pozzuoli-Schio        | 58-90    |
| 62-72            | Priolo-Venezia        | 49-62    |
| 63-54            | Napoli-Viterbo        | 64-78    |
| 70-47            | Taranto-Como          | 75-68    |
| 76-55            | La Spezia-Montichiari | 67-50    |

| Decima giornata |                    |          |
| 16-12-07        |                    | 09-03-08 |
| 74-65           | Faenza-Ribera      | 63-65    |
| 64-73           | Como-Napoli        | 65-82    |
| 59-72           | Pozzuoli-Taranto   | 55-70    |
| 75-71           | Schio-La Spezia    | 70-62    |
| 54-60           | Priolo-Montichiari | 93-89    |
| 75-71           | Venezia-Parma      | 54-65    |
| 62-52           | Pomezia-Viterbo    | 57-55    |

| Tredicesima giornata |                    |          |
| 06-01-08             |                    | 30-03-08 |
| 62-57                | Parma-Pomezia      | 62-55    |
| 81-57                | Schio-Taranto      | 57-72    |
| 56-71                | Ribera-Priolo      | 71-82    |
| 67-72                | Viterbo-Como       | 54-77    |
| 69-57                | La Spezia-Pozzuoli | 80-96    |
| 66-88                | Montichiari-Napoli | 48-69    |
| 78-55                | Venezia-Faenza     | 75-63    |

| Seconda giornata |                    |          |
| 20-10-07         |                    | 20-01-08 |
| 75-59            | Faenza-Como        | 77-78    |
| 74-59            | Parma-Priolo       | 69-66    |
| 59-88            | Pomezia-Venezia    | 27-77    |
| 66-54            | Napoli-Schio       | 58-74    |
| 70-51            | Ribera-Montichiari | 54-59    |
| 77-66            | Viterbo-Pozzuoli   | 70-76    |
| 79-55            | Taranto-La Spezia  | 63-60    |

| Quinta giornata |                   |          |
| 11-11-07        |                   | 10-02-08 |
| 68-49           | Parma-Viterbo     | 65-71    |
| 100-92          | Pozzuoli-Ribera   | 78-65    |
| 71-48           | Priolo-Como       | 0-20     |
| 62-29           | Taranto-Pomezia   | 82-42    |
| 51-53           | La Spezia-Faenza  | 64-68    |
| 37-62           | Montichiari-Schio | 48-86    |
| 62-56           | Venezia-Napoli    | 58-69    |

| Ottava giornata |                    |          |
| 02-12-07        |                    | 24-02-08 |
| 59-66           | Como-La Spezia     | 50-57    |
| 84-40           | Schio-Parma        | 63-57    |
| 77-54           | Priolo-Pozzuoli    | 65-74    |
| 60-72           | Pomezia-Napoli     | 53-78    |
| 64-80           | Ribera-Viterbo     | 54-82    |
| 55-79           | Montichiari-Faenza | 64-73    |
| 66-53           | Venezia-Taranto    | 58-46    |

| Undicesima giornata |                   |          |
| 22-12-07            |                   | 19-03-08 |
| 53-61               | Parma-Taranto     | 47-72    |
| 72-67               | Schio-Faenza      | 79-46    |
| 78-67               | Napoli-Pozzuoli   | 65-62    |
| 69-63               | Ribera-Pomezia    | 53-56    |
| 52-60               | Viterbo-Priolo    | 57-65    |
| 64-60               | La Spezia-Venezia | 92-89    |
| 57-77               | Montichiari-Como  | 73-82    |

| Terza giornata |                     |          |
| 01-11-07       |                     | 27-01-08 |
| 67-61          | Como-Ribera         | 75-100   |
| 86-73          | Pozzuoli-Pomezia    | 53-68    |
| 73-63          | Priolo-Napoli       | 50-58    |
| 70-55          | Taranto-Faenza      | 67-66    |
| 64-73          | La Spezia-Parma     | 43-50    |
| 83-74          | Montichiari-Viterbo | 48-69    |
| 67-62          | Venezia-Schio       | 51-75    |

| Sesta giornata |                     |          |
| 18-11-07       |                     | 13-02-08 |
| 59-68          | Ribera-Napoli       | 70-87    |
| 81-70          | Schio-Priolo        | 63-75    |
| 80-76          | Faenza-Parma        | 63-52    |
| 62-71          | Como-Pozzuoli       | 88-93    |
| 57-59          | Viterbo-Taranto     | 58-74    |
| 83-68          | Venezia-Montichiari | 51-46    |
| 54-63          | Pomezia-La Spezia   | 62-57    |

| Nona giornata |                     |          |
| 09-12-07      |                     | 02-03-08 |
| 59-89         | Pozzuoli-Venezia    | 46-86    |
| 59-80         | Viterbo-Schio       | 53-75    |
| 68-61         | Napoli-Faenza       | 66-63    |
| 66-51         | Taranto-Priolo      | 72-55    |
| 55-63         | La Spezia-Ribera    | 71-67    |
| 65-60         | Montichiari-Pomezia | 60-64    |
| 59-61         | Parma-Como          | 65-70    |

| Dodicesima giornata |                      |          |
| 03-01-08            |                      | 22-03-08 |
| 60-61               | Faenza-Viterbo       | 37-45    |
| 63-76               | Como-Venezia         | 51-79    |
| 60-49               | Pozzuoli-Montichiari | 66-64    |
| 68-57               | Priolo-La Spezia     | 63-64    |
| 62-61               | Pomezia-Schio        | 61-87    |
| 64-54               | Napoli-Parma         | 62-73    |
| 88-55               | Taranto-Ribera       | 77-59    |

## Play-out
|  | Semifinali | Semifinali | Semifinali |         |    | Finale  | Finale | Finale |  |
|  |            |            |            |         |    |         |        |        |  |
|  | 10         | Viterbo    | 1          |         |    |         |        |        |  |
|  | 10         | Viterbo    | 1          |         |    |         |        |        |  |
|  | 13         | Ribera     | 2          |         |    |         |        |        |  |
|  | 13         | Ribera     | 2          |         | 10 | Viterbo | 1      |        |  |
|  |            |            |            |         | 10 | Viterbo | 1      |        |  |
|  |            |            | 12         | Pomezia | 2  |         |        |        |  |
|  | 11         | Pozzuoli   | 12         | Pomezia | 2  | 2       |        |        |  |
|  | 11         | Pozzuoli   |            |         |    |         |        |        |  |
|  | 12         | Pomezia    | 0          |         |    |         |        |        |  |

### Semifinali

#### (10) Gescom Viterbo vs. (13) Banco di Sicilia Ribera
| 6 aprile 2008, ore 18:30 | Gescom Viterbo | 69 – 61 | Banco di Sicilia Ribera | PalaMalè, Viterbo (VT) |

| 9 aprile 2008, ore 20:30 | Banco di Sicilia Ribera | 70 – 65 | Gescom Viterbo | PalaTornambè, Ribera (AG) |

| 12 aprile 2008, ore 20:30 | Gescom Viterbo | 61 – 65 | Banco di Sicilia Ribera | PalaMalè, Viterbo (VT) |

#### (11) Italmoka Pozzuoli vs. (12) Fiera di Roma Pomezia
| 6 aprile 2008, ore 18:30 | Italmoka Pozzuoli | 75 – 68 | Fiera di Roma Pomezia | Palazzetto dello Sport A. Errico, Pozzuoli (NA) |

| 10 aprile 2008, ore 20:30 | Fiera di Roma Pomezia | 57 – 85 | Italmoka Pozzuoli | PalaLavinium, Pomezia (RM) |

### Finale

#### (10) Gescom Viterbo vs. (12) Fiera di Roma Pomezia
| 16 aprile 2008, ore 20:30 | Gescom Viterbo | 88 – 76 (d.t.s.) | Fiera di Roma Pomezia | PalaMalè, Viterbo (VT) |

| 20 aprile 2008, ore 19:30 | Fiera di Roma Pomezia | 60 – 54 | Gescom Viterbo | PalaLavinium, Pomezia (RM) |

| 23 aprile 2008, ore 20:30 | Gescom Viterbo | 61 – 71 | Fiera di Roma Pomezia | PalaMalè, Viterbo (VT) |

## Play-off
|  | Quarti di finale | Quarti di finale | Quarti di finale |       |               | Semifinali | Semifinali | Semifinali |  |  | Finali | Finali        | Finali |
|  |                  |                  |                  |       |               |            |            |            |  |  |        |               |        |
|  | 1                | Taranto          | 2                |       |               |            |            |            |  |  |        |               |        |
|  | 8                | La Spezia        | 0                |       |               |            |            |            |  |  |        |               |        |
|  | 8                | La Spezia        | 0                |       | 1             | Taranto    | 1          |            |  |  |        |               |        |
|  |                  |                  |                  |       | 1             | Taranto    | 1          |            |  |  |        |               |        |
|  |                  | 4                | Napoli Vomero    | 2     |               |            |            |            |  |  |        |               |        |
|  | 4                | 4                | Napoli Vomero    | 2     | Napoli Vomero | 2          |            |            |  |  |        |               |        |
|  | 4                |                  |                  |       | Napoli Vomero | 2          |            |            |  |  |        |               |        |
|  | 5                | Parma            | 0                |       |               |            |            |            |  |  |        |               |        |
|  |                  |                  |                  |       |               |            |            |            |  |  | 4      | Napoli Vomero | 0      |
|  |                  |                  | 2                | Schio | 3             |            |            |            |  |  |        |               |        |
|  | 2                | Schio            | 2                |       |               |            |            |            |  |  |        |               |        |
|  | 7                | Faenza           | 0                |       |               |            |            |            |  |  |        |               |        |
|  | 7                | Faenza           | 0                |       | 2             | Schio      | 2          |            |  |  |        |               |        |
|  |                  |                  |                  |       | 2             | Schio      | 2          |            |  |  |        |               |        |
|  |                  | 3                | Venezia          | 0     |               |            |            |            |  |  |        |               |        |
|  | 3                | 3                | Venezia          | 0     | Venezia       | 2          |            |            |  |  |        |               |        |
|  | 3                |                  |                  |       | Venezia       | 2          |            |            |  |  |        |               |        |
|  | 6                | Priolo           | 1                |       |               |            |            |            |  |  |        |               |        |

### Quarti di finale

#### (1) Levoni Taranto vs. (8) Carispe La Spezia
| 6 aprile 2008, ore 18:30 | Levoni Taranto | 92 – 57 | Carispe La Spezia | PalaMazzola, Taranto (TA) |

| 10 aprile 2008, ore 20:30 | Carispe La Spezia | 59 – 66 | Levoni Taranto | PalaSprint, La Spezia (SP) |

#### (2) Famila Schio vs. (7) Germano Zama Faenza
| 6 aprile 2008, ore 18:30 | Famila Schio | 57 – 46 | Germano Zama Faenza | PalaCampagnola, Schio (VI) |

| 9 aprile 2008, ore 20:30 | Germano Zama Faenza | 55 – 77 | Famila Schio | PalaCattani, Faenza (RA) |

#### (3) Umana Venezia vs. (6) Acer Priolo
| 6 aprile 2008, ore 18:00 | Umana Venezia | 70 – 48 | Acer Priolo | Palasport Taliercio, Mestre (VE) |

| 9 aprile 2008, ore 20:30 | Acer Priolo | 69 – 55 | Umana Venezia | PalaAcer, Priolo Gargallo (SR) |

| 12 aprile 2008, ore 20:30 | Umana Venezia | 66 – 51 | Acer Priolo | Palasport Taliercio, Mestre (VE) |

#### (4) Phard Napoli vs. (5) Lavezzini Parma
| 5 aprile 2008, ore 20:30 | Phard Napoli | 73 – 64 | Lavezzini Parma | PalaBarbuto, Napoli (NA) |

| 9 aprile 2008, ore 20:30 | Lavezzini Parma | 58 – 62 | Phard Napoli | PalaCiti, Parma (PR) |

### Semifinali

#### (1) Levoni Taranto vs. (4) Phard Napoli
| 16 aprile 2008, ore 20:30 | Levoni Taranto | 72 – 56 | Phard Napoli | PalaMazzola, Taranto (TA) |

| 20 aprile 2008, ore 19:15> | Phard Napoli | 77 – 70 | Levoni Taranto | PalaBarbuto, Napoli (NA) |

| 23 aprile 2008, ore 21:00 | Levoni Taranto | 66 – 67 | Phard Napoli | PalaMazzola, Taranto (TA) |

#### (2) Famila Schio vs. (3) Umana Venezia
| 16 aprile 2008, ore 20:00 | Famila Schio | 72 – 51 | Umana Venezia | PalaCampagnola, Schio (VI) |

| 19 aprile 2008, ore 19:30 | Umana Venezia | 62 – 68 (d.t.s.) | Famila Schio | Palasport Taliercio, Mestre (VE) |

### Finale

#### (4) Phard Napoli vs. (2) Famila Schio
| 26 aprile 2008, ore 21:00 | Phard Napoli | 59 – 74 | Famila Schio | PalaBarbuto, Napoli (NA) |

| 1º maggio 2008, ore 20:30 | Famila Schio | 86 – 67 | Phard Napoli | PalaCampagnola, Schio (VI) |

| 3 maggio 2008, ore 20:30 | Famila Schio | 78 – 65 | Phard Napoli | PalaCampagnola, Schio (VI) |

## Squadra campione
| Campione d'Italia 2008     |
| -------------------------- |
| Famila Schio ( 3º titolo ) |

## Verdetti
- Campione d'Italia:  Famila Schio
Formazione: Chiara Consolini, Elisabetta Moro, Deanne Butler, Bethany Donaphin, Simona Tassara, Rosi Sánchez, Raffaella Masciadri, Bernadette Ngoyisa, Kathrin Ress, Federica Ciampoli, Jenna Rubino, Laura Macchi. Allenatore: Sandro Orlando.
- Vincitrice Coppa Italia:  Umana Venezia
Formazione: Mery Andrade, Eva Giauro, Shannon Johnson, Francesca Modica, Jenifer Nadalin, Alice Romagnoli, Nakia Sanford, Giorgia Sottana, Aleksandra Vujović, Arianna Zampieri, Giulia Furlan, Maria Giulia Pegoraro, Elena Nordio, Gloria Vian. Allenatore: Massimo Riga.
- Vincitrice Supercoppa:  Phard Napoli
Formazione: Giusyda Tarantino, Chiara Bargigli, Stefania Paterna, Mariangela Cirone, Paola Mauriello, Sara Giauro, Adia Barnes, Immacolata Gentile, Yasemin Horasan, Astou Ndiaye, Ludovica Stamegna, Valeria Zampella, Kedra Holland-Corn, Lasma Jekabsone, Dorothea Richter. Allenatore: Nino Molino.
- Retrocessa in serie A2: Gescom Viterbo
- Retrocessa in serie A2: New Wash Montigarda